# Use Your Illusion Tour
A Use Your Illusion Tour foi uma turnê da banda Guns N' Roses, que ocorreu de 20 de janeiro de 1991 a 17 de julho de 1993. Não foi apenas a mais longa turnê da banda, mas uma das turnês mais longas da história do rock. Composta de 192 shows em 27 países. Foi também uma fonte de infâmia para a banda, devido aos fãs revoltados , atrasos de shows, cancelamentos e polêmicas do vocalista Axl Rose.

## História
A Use Your Illusion Tour foi uma turnê promocional para os álbuns Use Your Illusion I e Use Your Illusion II, embora, devido à escala da turnê, o termo "turnê promocional" é talvez uma banalização. A turnê começou em 24 de maio de 1991. Primeiramente, no Rock In Rio, estádio do Maracanã, agitando milhares de brasileiros e estrangeiros. Aproximadamente, quando a tão esperada continuação de GNR Lies estava para ser lançado, e terminou mais de dois anos depois. A data de lançamento do álbum - ou álbuns, uma vez que havia agora dois - foi adiado para setembro, mas a turnê começou como originalmente previsto . A turnê marca um ponto alto na popularidade do Guns N 'Roses, com um total de mais de 7 milhões de fãs presentes, e acompanhada por altas vendas dos álbuns no mundo inteiro.
As gravações ao vivo da turnê seriam posteriormente divulgadas como um vídeo-DVD em dois conjuntos, Use Your Illusion I (video) e Use your Illusion II (video), com imagens de um show de 1992 em Tóquio, Japão e também como fonte de conteúdo para o conjunto de dois discosLive Era: '87-'93. A turnê também proporcionou um grande volume de material para videoclipes, incluindo Dead Horse" e a cover da música de Paul McCartney "Live And Let Die". Além disso, ao mesmo tempo, imagens de grande parte da turnê deveriam ser lançadas como um documentário, chamado The Perfect Crime. As filmagens consistiam na época do Guns N 'Roses na estrada, filmagens e informações sobre os tumultos e outros grandes eventos da turnê. Ele nunca foi lançado e nunca mais falaram sobre isso depois da turnê. Slash teria mencionado em sua biografia que Axl estava no controle das filmagens, e que Slash estaria interessado em vê-lo, como ele pensou que capturou alguns "momentos fodásticos" da turnê [carece de fontes?].
A conduta da banda, e particularmente de Axl Rose durante a Use Your Illusion Tour teria gerado comentários negativos na imprensa, das revistasSpin, Kerrang! , Circus, e Hit Parader. Estas revistas foram citadas na música "Get in the Ring", onde Axl Rose atacou jornalistas que escreveram artigos negativos sobre a atitude de Rose.
Os shows foram variados, com um set list nunca previamente definido pela banda. Costumavam abrir com "Welcome to the Jungle", "It's So Easy" ou "Nightrain" e que logo após "Mr. Brownstone "ou" Live and Let Die ", e fechavam com" Paradise City ". Cada show apresentado tinha muitos solos de guitarra realizados por Slash e um solo de bateria realizado por Matt Sorum, geralmente com 6 minutos de duração. [carece de fontes?]
A Use Your Illusion Tour, não foi grande apenas no número e tamanho das performances, mas também em seus aspectos técnicos e do tamanho da equipe. Um total de 80 pessoas viajaram com a banda durante a turnê. Uma revista especializada chamou a equipe que trabalhou na turnê como a "Equipe do Ano" em 1991.

## Eventos Notáveis
Em 10 de junho de 1991, em Saratoga Performing Arts Center, Axl pediu que a platéia gritasse "Get in the Ring!" repetidas vezes, pois o som do público estava sendo gravado para o novo álbum. Este canto foi usado na canção de mesmo nome naUse Your Illusion II.
Em 13 de junho de 1991, durante o show na Filadélfia, Axl Rose parou a música "Welcome to the Jungle" depois que um fã começou uma briga com o fotógrafo oficial da banda,  Robert John  chutando a câmera de suas mãos. Axl o xingou, e o chamou para briga, mas o mesmo acabou sendo expulso do show por seguranças da banda e do local. Logo a seguir, Axl fez a banda recomecar a música e o show continuou.
Na terça-feira 2 de julho, 1991, em um show no Riverport Amphitheatre em Maryland Heights, Saint Louis, Axl viu um espectador filmando ilegalmente o show com uma câmera de vídeo, e saltou na plateia, quando seguranças do show não atenderam ao pedido de Rose para prender o homem. Depois de voltar ao palco, Axl pegou o microfone e disse: "Bem, graças à porcaria de segurança, estou indo para casa!" jogando o microfone no palco, deflagrando o famoso tumulto em Riverport. Axl então, saiu rapidamente do palco. Algumas pessoas acharam que quando ele bateu com o microfone, alguem havia dado um tiro, por causa do barulho do microfone contra o piso de metal do palco. Slash lhes disse: "Ele bateu com o microfone no chão. Estamos caindo fora." jogando sua palheta de guitarra na plateia, seguindo Axl para fora do palco, sendo seguido depois pelos outros músicos. A banda queria voltar e terminar o show, mas enquanto a polícia e seguranças estavam tentando acalmar o público, um tumulto eclodiu. A filmagem do ocorrido foi capturada por Robert John que estava documentando toda a turnê. Sessenta fãs ficaram feridos. A banda perdeu a maior parte de seu equipamento e Axl foi acusado de incitar um motim. Ele foi absolvido por falta de provas.
Em 3 de agosto de 1991, dia em que os álbuns Use Your Illusion I e Use Your Ullusion II haviam acabado de ser lançados, o Guns N' Roses realizou o show mais longo da turnê no Los Angeles Forum. Durou três horas e meia.
Em 07 novembro de 1991, o guitarrista Izzy Stradlin deixou a banda e em 05 de dezembro, o guitarrista substituto Gilby Clarke fez sua estréia em Worcester, Nova Iorque. Foi o primeiro show após o lançamento doUse Your Illusion I e Use Your Illusion II.
Em 13 e 14 de Abril de 1992, dois shows tiveram de ser cancelados quando um mandato foi emitido para a prisão de Axl, devido ao show de St. Louis.
Em 20 de abril de 1992, a banda tocou no Show de Tributo à Freddie Mercury. O Guns N 'Roses foi uma adição controversa na programação, uma vez que muitos da comunidade gay ainda estavam irritados com Axl ter usado um insulto contra os gays na música "One in a Million, de 1988. A banda tocou "Paradise City" e "Knockin 'on Heaven's Door." Durante  "Paradise City", Axl apontou para um grupo de manifestantes na platéia e gritou: "Enfia!" Ele havia planejado abordar a controvérsia entre as duas músicas, mas a banda pediu para que ele não o fizesse, pois ela iria tirar a atenção do Queen e Freddie Mercury. Enquanto Slash concluia uma curta cover de "Only Women Bleed", de Alice Cooper, o baixista Duff McKagan mantinha um olho em Axl, que se aproximou da frente do palco. Quando Slash terminou a cover e, em seguida, dedilhou o início de "Knockin 'on Heaven's Door", Duff foi até Axl e apertou sua mão, em um ato de agradecimento. Depois do show, Slash se juntou à Joe Elliott do Def Leppard e os membros remanescentes do Queen para "Tie Your Mother Down." Axl cantou "We Will Rock You" e terminou "Bohemian Rhapsody" com Elton John. O show foi transmitido ao vivo para todo o mundo via satélite, reunindo o maior público para um show na história da música. 50 dias depois o Guns retribuiu o convite e chamou o guitarrista do Queen Brian Way  para participar de um show da banda no mesmo Estádio de Wembley na ocasião tocaram Tie Your Mother Down e We Will Rock You
Em 06 de Junho de 1992 O Guns N' Roses se apresentou no Hipódromo de Viccenes em Paris na França pra um público de 30 mil Pessoas no local e pra milhões de telespectadores ao redor do mundo que assitiram a transmissão ao vivo do show pela TV O show contou com uma mega produção de palco .luz .som e vídeo e convidados especiais como Lenny Kravitz que cantou a Música Always On The run parceria dele com Slash ,mais tarde o Guns se juntou à Stvem Tyler e Joe Perry do Aerosmith e trocaram Mama Kim e Train Kept Rollin' músicas do Aerosmith que o Guns N ' Roses tocaram no início da carreira 
Em 08 agosto de 1992, em Montreal, Quebec durante a Turnê GN'R & Metallica o vocalista e guitarrista James Heitfield sofreu queimaduras devido a um efeito mal elaborado de pirotecnia, e teve de ser socorrido e levado ao hospital, encerrando, assim, o show de abertura do Metallica. No entanto, o Guns N' Roses ainda não estava presente na arena para começar seu set antes do horário agendado, deixando os fãs esperando por várias horas antes de finalmente subirem ao palco. Problemas nos monitores de retorno de áudio não deixavam a banda escutar o que estava tocando, e Axl saiu enfurecido do palco com problemas vocais, causados por este problema. Após mais este encerramento prematuro da segunda atração na mesma noite, um tumulto transcorreu, deixando um rastro de destruição, feridos e presos nos arredores do estádio.
Em 25 de novembro de 1992, a banda se apresentou em Caracas, Venezuela, diante de uma multidão de 45 mil pessoas. Apenas dois dias depois, a Força Aérea Venezuelana lançou um fracassado golpe militar, tornando impossível para a metade da equipe da banda e todo o seu equipamento saírem do país. [carece de fontes?]
Em 30 de novembro de 1992, a banda se apresentou pela primeira vez, em Bogotá, Colômbia. Quando eles começaram a tocar "November Rain", uma forte chuva caiu sobre a cidade e pararam o show brevemente logo depois que terminou a música, para secar o palco e evitar problemas elétricos. "Que tal uma eletrocução?" Axl perguntou à sua equipe. Mais tarde, Axl declarou que este foi um momento especial para ele, porque "November Rain" estampa em nº 1 na Colômbia por 60 semanas. A banda trocou de roupa nos bastidores e voltou para encerrar com "Don't Cry" e "Paradise City."
Em 2 de dezembro de 1992, a banda se apresentou em Santiago, Chile no Estadio Nacional diante de 85.535 pessoas, quebrando um recorde de público no estádio . Na sua chegada ao Chile, Axl atacou alguns repórteres gráficos e um homem ficou ferido por uma câmera. Antes do show, Axl ficou bêbado e chegou ao estádio duas horas depois. Enquanto a banda tocava "Civil War" alguns espectadores cuspiram em Axl, logo depois disto ele parou o show por quatro minutos. O concerto terminou com 50 pessoas presas fora do estádio, e um fã adolescente com diversos ferimentos, morrendo dois dias depois.
Após dar outra volta ao mundo com a turnê - agora rebatizada de "Skin N' Bones Tour"- a banda realiza seu show de encerramento em 17 de julho de 1993, se apresentando em Buenos Aires, Argentina no Estádio River Plate diante de 80 mil pessoas. Foi o último show da programação Use Your Illusion (Axl Rose, Slash, Duff McKagan, Matt Sorum, Dizzy Reed e Gilby Clarke). O show incluiu uma apresentação acústica com músicas como Dead Flowers, You Ain't First, Knockin' on Heavens Door, Patience e Used to Love Her em um cenário com sofá, simulando uma sala de estar. Um destaque da noite foi a Cozy Powell vestido de entregador de pizza tocando bateria com Sorum.

## Setlist

### Primeiro setlist
1. "Perfect Crime"
2. "Mr. Brownstone"
3. "Right Next Door To Hell"
4. "Bad Obsession"
5. "Live and Let Die" (cover do Paul McCartney)
6. "It's So Easy"
7. "Yesterdays"
8. "Dust N' Bones"
9. "Double Talkin' Jive"
10. "Civil War"
11. "Patience"
12. "You Could Be Mine"
13. "November Rain"
14. "My Michelle"
15. "14 Years"
16. "Nightrain"
17. "Welcome to the Jungle"
18. "Pretty Tied Up"
19. "Rocket Queen"
20. "Don't Cry" (Original)
21. "Knockin' on Heaven's Door" (cover do Bob Dylan)
22. "You Ain't the First"
23. "Used to Love Her"
24. "Move to the City"
25. "Sweet Child O' Mine"
26. "You're Crazy"
27. "Locomotive"
28. "Out ta Get Me"
29. "Dead Horse"
30. "Estranged"
31. "Paradise City"

### Segundo setlist
1. "Nightrain"
2. "Mr. Brownstone"
3. "Live and Let Die" (cover do Paul McCartney)
4. "It's So Easy"
5. "Bad Obsession"
6. "Attitude"  (cover do Misfits]])
7. "Pretty Tied Up"
8. "Welcome to the Jungle"
9. "Don't Cry" (Original)
10. "Double Talkin' Jive"
11. "Civil War"
12. "Wild Horses" (cover do The Rolling Stones)
13. "Patience"
14. "You Could Be Mine"
15. "November Rain"
16. "Sweet Child O' Mine"
17. "So Fine"
18. "Rocket Queen"
19. "Move to the City"
20. "Knockin' on Heaven's Door" (cover do Bob Dylan)
21. "Estranged"
22. "Paradise City"

### Terceiro setlist
1. "Nightrain"
2. "Mr. Brownstone"
3. "Yesterdays"
4. "Live and Let Die" (cover do Paul McCartney)
5. "Attitude"  (cover do Misfits]])
6. "Welcome to the Jungle"
7. "Double Talkin' Jive"
8. "Dead Flowers" (cover do The Rolling Stones)
9. "You Ain't the First"
10. "You're Crazy"
11. "Used to Love Her"
12. "Patience"
13. "Knockin' on Heaven's Door" (cover do Bob Dylan)
14. "November Rain"
15. "Dead Horse"
16. "You Could Be Mine"
17. "Sweet Child O' Mine"
18. "Paradise City"

## Datas da turnê
| Data                       | Cidade                      | Pais           | Local                                   | Comparecimento | Capacidade  | Porcetagem de comparecimento |
| Rock In Rio                | Rock In Rio                 | Rock In Rio    | Rock In Rio                             | Rock In Rio    | Rock In Rio | Rock In Rio                  |
| -------------------------- | --------------------------- | -------------- | --------------------------------------- | -------------- | ----------- | ---------------------------- |
| January 20, 1991           | Rio de Janeiro              | Brasil         | Estádio do Maracanã                     | 140,000        | —           | —                            |
| January 23, 1991           | Rio de Janeiro              | Brasil         | Estádio do Maracanã                     | 120,000        | —           | —                            |
| Shows de Aquecimento       |                             |                |                                         |                |             |                              |
| May 9, 1991                | San Francisco, California   | Estados Unidos | Warfield Theatre                        | 2,387          | 2,387       | 100%                         |
| May 11, 1991               | Los Angeles, California     | Estados Unidos | Pantages Theatre                        | 2,898          | 2,898       | 100%                         |
| May 16, 1991               | New York City, New York     | Estados Unidos | The Ritz                                | 3,102          | 3,102       | 100%                         |
| America do Norte           |                             |                |                                         |                |             |                              |
| May 24, 1991               | East Troy, Wisconsin        | United States  | Alpine Valley Music Theatre             | 37,796         | 40,000      | 96%                          |
| May 25, 1991               | East Troy, Wisconsin        | United States  | Alpine Valley Music Theatre             | 37,796         | 40,000      | 96%                          |
| May 28, 1991               | Noblesville, Indiana        | United States  | Deer Creek Music Center                 | 24,857         | 24,857      | 100%                         |
| May 29, 1991               | Noblesville, Indiana        | United States  | Deer Creek Music Center                 | 24,857         | 24,857      | 100%                         |
| June 1, 1991               | Grove City, Ohio            | United States  | Capital Music Center                    | 13,266         | 15,000      | 90%                          |
| June 2, 1991               | Toledo, Ohio                | United States  | Toledo Speedway                         | 31,907         | 31,907      | 100%                         |
| June 4, 1991               | Richfield, Ohio             | United States  | Richfield Coliseum                      | 16,960         | 16,960      | 100%                         |
| June 5, 1991               | Richfield, Ohio             | United States  | Richfield Coliseum                      | 16,960         | 16,960      | 100%                         |
| June 7, 1991               | Toronto, Ontario            | Canada         | CNE Stadium                             | 20,692         | 20,692      | 100%                         |
| June 8, 1991               | Toronto, Ontario            | Canada         | CNE Stadium                             | 20,692         | 20,692      | 100%                         |
| June 10, 1991              | Saratoga Springs, New York  | United States  | Saratoga Performing Arts Center         | 19,567         | 19,567      | 100%                         |
| June 11, 1991              | Hershey, Pennsylvania       | United States  | Hersheypark Stadium                     | 27,274         | 30,000      | 92%                          |
| June 13, 1991              | Philadelphia, Pennsylvania  | United States  | Wachovia Spectrum                       | 18,017         | 18,017      | 100%                         |
| June 17, 1991              | Uniondale, New York         | United States  | Nassau Coliseum                         | 17,462         | 17,462      | 100%                         |
| June 19, 1991              | Landover, Maryland          | United States  | Capital Centre                          | 14,883         | 14,883      | 100%                         |
| June 20, 1991              | Landover, Maryland          | United States  | Capital Centre                          | 14,883         | 14,883      | 100%                         |
| June 22, 1991              | Hampton, Virginia           | United States  | Hampton Coliseum                        | 13,800         | 13,800      | 100%                         |
| June 23, 1991              | Charlotte, North Carolina   | United States  | Charlotte Coliseum                      | 17,949         | 17.949      | 100%                         |
| June 25, 1991              | Greensboro, North Carolina  | United States  | Greensboro Coliseum                     | 9,953          | 9,953       | 100%                         |
| June 26, 1991              | Knoxville, Tennessee        | United States  | Thompson–Boling Arena                   | 13,304         | 13,304      | 100%                         |
| June 29, 1991              | Lexington, Kentucky         | United States  | Rupp Arena                              | 17,030         | 17,030      | 100%                         |
| June 30, 1991              | Birmingham, Alabama         | United States  | Birmingham Race Course                  | 26,179         | 26,179      | 100%                         |
| July 2, 1991               | Maryland Heights, Missouri  | United States  | Riverport Amphitheatre                  | 15,402         | 15,402      | 100%                         |
| July 8, 1991               | Dallas, Texas               | United States  | Starplex Amphitheatre                   | 17,876         | 20,000      | 89%                          |
| July 9, 1991               | Dallas, Texas               | United States  | Starplex Amphitheatre                   | 14,319         | 20.000      | 71%                          |
| July 11, 1991              | Denver, Colorado            | United States  | McNichols Sports Arena                  | 17,022         | 17,022      | 100%                         |
| July 12, 1991              | Englewood, Colorado         | United States  | Fiddler's Green Amphitheatre            | 17,879         | 17,879      | 100%                         |
| July 13, 1991              | Salt Lake City, Utah        | United States  | Salt Palace                             | 12,967         | 12,967      | 100%                         |
| July 16, 1991              | Tacoma, Washington          | United States  | Tacoma Dome                             | 12,686         | 12,686      | 100%                         |
| July 17, 1991              | Tacoma, Washington          | United States  | Tacoma Dome                             | 12,686         | 12,686      | 100%                         |
| July 19, 1991              | Mountain View, California   | United States  | Shoreline Amphitheatre                  | 20,000         | 20,000      | 100%                         |
| July 20, 1991              | Mountain View, California   | United States  | Shoreline Amphitheatre                  | 20,000         | 20,000      | 100%                         |
| July 23, 1991              | Sacramento, California      | United States  | ARCO Arena                              | 16,990         | 17,031      | 99%                          |
| July 25, 1991              | Costa Mesa, California      | United States  | Pacific Amphitheatre                    | 19,057         | 19,057      | 100%                         |
| July 29, 1991              | Inglewood, California       | United States  | Great Western Forum                     | 18.679         | 18.679      | 100%                         |
| July 30, 1991              | Inglewood, California       | United States  | Great Western Forum                     | 18.679         | 18.679      | 100%                         |
| August 2, 1991             | Inglewood, California       | United States  | Great Western Forum                     | 18.679         | 18.679      | 100%                         |
| August 3, 1991             | Inglewood, California       | United States  | Great Western Forum                     | 18.679         | 18.679      | 100%                         |
| Europa                     |                             |                |                                         |                |             |                              |
| August 13, 1991            | Helsinki                    | Finland        | Helsinki Ice Hall                       | 9,221          | 9,221       | 100%                         |
| August 14, 1991            | Helsinki                    | Finland        | Helsinki Ice Hall                       | 9,221          | 9,221       | 100%                         |
| August 16, 1991            | Stockholm                   | Sweden         | Globen                                  | 14,978         | 14,978      | 100%                         |
| August 17, 1991            | Stockholm                   | Sweden         | Globen                                  | 14,978         | 14,978      | 100%                         |
| August 19, 1991            | København                   | Denmark        | Forum                                   | 6,876          | 6,876       | 100%                         |
| August 24, 1991            | Mannheim                    | Germany        | Maimarkt-Gelände                        | 62,431         | 62,431      | 100%                         |
| August 31, 1991            | London                      | United Kingdom | Wembley Stadium                         | 75,547         | 75,547      | 100%                         |
| America do Norte (Etapa 2) |                             |                |                                         |                |             |                              |
| December 5, 1991           | Worcester, Massachusetts    | United States  | Worcester Centrum Centre                | 14,017         | 14,017      | 100%                         |
| December 6, 1991           | Worcester, Massachusetts    | United States  | Worcester Centrum Centre                | 14,017         | 14,017      | 100%                         |
| December 9, 1991           | New York City, New York     | United States  | Madison Square Garden                   | 18,163         | 18,163      | 100%                         |
| December 10, 1991          | New York City, New York     | United States  | Madison Square Garden                   | 18,163         | 18,163      | 100%                         |
| December 13, 1991          | New York City, New York     | United States  | Madison Square Garden                   | 18,163         | 18,163      | 100%                         |
| December 16, 1991          | Philadelphia, Pennsylvania  | United States  | Wachovia Spectrum                       | 17,219         | 17,219      | 100%                         |
| December 17, 1991          | Philadelphia, Pennsylvania  | United States  | Wachovia Spectrum                       | 17,219         | 17,219      | 100%                         |
| December 28, 1991          | St. Petersburg, Florida     | United States  | Suncoast Dome                           | 38.088         | 38.088      | 100%                         |
| December 31, 1991          | Miami Gardens, Florida      | United States  | Joe Robbie Stadium                      | 39,503         | 39,503      | 100%                         |
| January 3, 1992            | Baton Rouge, Louisiana      | United States  | LSU Assembly Center                     | 14,165         | 14,165      | 100%                         |
| January 4, 1992            | Biloxi, Mississippi         | United States  | Mississippi Coast Coliseum              | 11,921         | 11,921      | 100%                         |
| January 7, 1992            | Memphis, Tennessee          | United States  | The Pyramid                             | 18,678         | 18,678      | 100%                         |
| January 9, 1992            | Houston, Texas              | United States  | The Summit                              | 15,519         | 15,519      | 100%                         |
| January 10, 1991           | Houston, Texas              | United States  | The Summit                              | 15,519         | 15,519      | 100%                         |
| January 13, 1992           | Fairborn, Ohio              | United States  | Nutter Center                           | 15,514         | 15,514      | 100%                         |
| January 14, 1992           | Fairborn, Ohio              | United States  | Nutter Center                           | 15,514         | 15,514      | 100%                         |
| January 21, 1992           | Minneapolis, Minnesota      | United States  | Target Center                           | 15,897         | 15,897      | 100%                         |
| January 22, 1992           | Minneapolis, Minnesota      | United States  | Target Center                           | 15,897         | 15,897      | 100%                         |
| January 25, 1992           | Paradise, Nevada            | United States  | Thomas & Mack Center                    | 17,590         | 17,590      | 100%                         |
| January 27, 1992           | San Diego, California       | United States  | San Diego Sports Arena                  | 14,301         | 14,301      | 100%                         |
| January 28, 1992           | San Diego, California       | United States  | San Diego Sports Arena                  | 14,301         | 14,301      | 100%                         |
| January 31, 1992           | Chandler, Arizona           | United States  | Compton Terrace                         | 19,121         | 19,121      | 100%                         |
| February 1, 1992           | Chandler, Arizona           | United States  | Compton Terrace                         | 19,121         | 19,121      | 100%                         |
| Japão                      |                             |                |                                         |                |             |                              |
| February 19, 1992          | Tokyo                       | Japan          | Tokyo Dome                              | 48,000         | 48,000      | 100%                         |
| February 20, 1992          | Tokyo                       | Japan          | Tokyo Dome                              | 48,000         | 48,000      | 100%                         |
| February 22, 1992          | Tokyo                       | Japan          | Tokyo Dome                              | 48,000         | 48,000      | 100%                         |
| America do Norte (Etapa 3) |                             |                |                                         |                |             |                              |
| April 1, 1992              | Mexico City                 | Mexico         | Palacio de los Deportes                 | 21,678         | 21,678      | 100%                         |
| April 2, 1992              | Mexico City                 | Mexico         | Palacio de los Deportes                 | 21,678         | 21,678      | 100%                         |
| April 6, 1992              | Oklahoma City, Oklahoma     | United States  | Myriad Arena                            | 14,482         | 14,482      | 100%                         |
| April 9, 1992              | Rosemont, Illinois          | United States  | Rosemont Horizon                        | 15,710         | 15,710      | 100%                         |
| Europa (Etapa 2)           |                             |                |                                         |                |             |                              |
| May 16, 1992               | Slane                       | Ireland        | Slane Castle                            | 54,375         | 54,375      | 100%                         |
| May 20, 1992               | Prague                      | Czech Republic | Strahov Stadium                         | 60,216         | 100,000     | 60%                          |
| May 22, 1992               | Budapest                    | Hungary        | Népstadion                              | 71,175         | 71,175      | 100%                         |
| May 23, 1992               | Viena                       | Austria        | Donauinsel Stadium                      | 54,968         | 55,000      | 99%                          |
| May 26, 1992               | Berlin                      | Germany        | Olympiastadion                          | 43,857         | 46,400      | 94%                          |
| May 28, 1992               | Stuttgart                   | Germany        | Cannstatter Wasen                       | 72,276         | 72,276      | 100%                         |
| May 30, 1992               | Cologne                     | Germany        | Müngersdorfer Stadion                   | 68,587         | 68,587      | 100%                         |
| June 3, 1992               | Hannover                    | Germany        | Niedersachsenstadion                    | 59,347         | 59,347      | 100%                         |
| June 6, 1992               | Paris                       | France         | Hippodrome de Vincennes                 | 60,468         | 60,468      | 100%                         |
| June 13, 1992              | London                      | United Kingdom | Wembley Stadium                         | 72,021         | 72,021      | 100%                         |
| June 14, 1992              | Manchester                  | United Kingdom | Maine Road                              | 34,865         | 34,865      | 100%                         |
| June 16, 1992              | Gateshead                   | United Kingdom | Gateshead International Stadium         | 28,178         | 28,178      | 100%                         |
| June 20, 1992              | Würzburg                    | Germany        | Talavera-Mainwiese                      | 43,410         | 43,410      | 100%                         |
| June 21, 1992              | Basel                       | Switzerland    | St. Jakob Stadium                       | 50,043         | 50,043      | 100%                         |
| June 23, 1992              | Rotterdam                   | Netherlands    | Feijenoord Stadion                      | 47,152         | 47,500      | 99%                          |
| June 27, 1992              | Turin                       | Italy          | Stadio Delle Alpi                       | 68,334         | 73,000      | 93%                          |
| June 30, 1992              | Seville                     | Spain          | Estadio Benito Villamarin               | 60,067         | 60,067      | 100%                         |
| July 2, 1992               | Lisbon                      | Portugal       | Estádio José Alvalade                   | 55,420         | 55,420      | 100%                         |
| America do Norte (Etapa 4) |                             |                |                                         |                |             |                              |
| July 17, 1992              | Washington, D.C.            | United States  | RFK Stadium                             | 47,498         | 47,498      | 100%                         |
| July 18, 1992              | East Rutherford, New Jersey | United States  | Giants Stadium                          | 54,305         | 54,305      | 100%                         |
| July 21, 1992              | Pontiac, Michigan           | United States  | Pontiac Silverdome                      | 47,542         | 47,542      | 100%                         |
| July 22, 1992              | Indianapolis, Indiana       | United States  | Hoosier Dome                            | 38,903         | 46,000      | 84%                          |
| July 25, 1992              | Orchard Park, New York      | United States  | Rich Stadium                            | 44,833         | 59,326      | 75%                          |
| July 26, 1992              | Pittsburgh, Pennsylvania    | United States  | Three Rivers Stadium                    | 49,345         | 49,345      | 100%                         |
| July 29, 1992              | East Rutherford, New Jersey | United States  | Giants Stadium                          | 49,250         | 55,000      | 89%                          |
| August 8, 1992             | Montreal, Quebec            | Canada         | Olympic Stadium                         | 54,666         | 54,666      | 100%                         |
| August 25, 1992            | Avondale, Arizona           | United States  | Phoenix International Raceway           | 29,903         | 29,903      | 100%                         |
| August 27, 1992            | Las Cruces, New Mexico      | United States  | Aggie Memorial Stadium                  | 35,373         | 35,373      | 100%                         |
| August 29, 1992            | New Orleans, Louisiana      | United States  | Louisiana Superdome                     | 39,278         | 39,278      | 100%                         |
| September 2, 1992          | Orlando, Florida            | United States  | Citrus Bowl                             | 48,035         | 50,000      | 96%                          |
| September 4, 1992          | Houston, Texas              | United States  | Astrodome                               | 44,025         | 44,025      | 100%                         |
| September 5, 1992          | Irving, Texas               | United States  | Texas Stadium                           | 44,391         | 44,391      | 100%                         |
| September 7, 1992          | Columbia, South Carolina    | United States  | Williams-Brice Stadium                  | 37,716         | 40,136      | 93%                          |
| September 11, 1992         | Foxborough, Massachusetts   | United States  | Foxboro Stadium                         | 51,038         | 51,038      | 100%                         |
| September 13, 1992         | Toronto, Ontario            | Canada         | CNE Stadium                             | 49,888         | 49,888      | 100%                         |
| September 15, 1992         | Minneapolis, Minnesota      | United States  | Hubert H. Humphrey Metrodome            | 43,292         | 43,292      | 100%                         |
| September 17, 1992         | Kansas City, Missouri       | United States  | Arrowhead Stadium                       | 36,356         | 43,500      | 83%                          |
| September 19, 1992         | Denver, Colorado            | United States  | Mile High Stadium                       | 44,096         | 44,096      | 100%                         |
| September 24, 1992         | Oakland, California         | United States  | Oakland Coliseum                        | 59,804         | 59,804      | 100%                         |
| September 27, 1992         | Los Angeles, California     | United States  | Los Angeles Coliseum                    | 35,293         | 45,000      | 78%                          |
| September 30, 1992         | San Diego, California       | United States  | Jack Murphy Stadium                     | 42,167         | 45,938      | 91%                          |
| October 3, 1992            | Pasadena, California        | United States  | Rose Bowl                               | 68,639         | 68,369      | 100%                         |
| October 6, 1992            | Seattle, Washington         | United States  | Kingdome                                | 37,226         | 40,000      | 93%                          |
| América do Sul             |                             |                |                                         |                |             |                              |
| November 25, 1992          | Caracas                     | Venezuela      | Poliedro de Caracas                     | 45,146         | 45,146      | 100%                         |
| November 27, 1992          | Bogotá                      | Colombia       | Estadio El Campín                       | 42,468         | 42,468      | 100%                         |
| November 30, 1992          | Bogotá                      | Colombia       | Estadio El Campín                       | 42,468         | 42,468      | 100%                         |
| December 2, 1992           | Santiago                    | Chile          | Estadio Nacional                        | 85,535         | 85,545      | 100%                         |
| December 5, 1992           | Buenos Aires                | Argentina      | River Plate Stadium                     | 80,154         | 80,154      | 100%                         |
| December 6, 1992           | Buenos Aires                | Argentina      | River Plate Stadium                     | 80,154         | 80,154      | 100%                         |
| December 10, 1992          | São Paulo                   | Brazil         | Anhembi                                 | 33,436         | 33,436      | 100%                         |
| December 12, 1992          | São Paulo                   | Brazil         | Anhembi                                 | 33,436         | 33,436      | 100%                         |
| December 13, 1992          | Rio de Janeiro              | Brazil         | Autódromo Internacional Nelson Piquet   | 60,133         | 60,133      | 100%                         |
| Japão(Etapa 2)             |                             |                |                                         |                |             |                              |
| January 12, 1993           | Tokyo                       | Japan          | Tokyo Dome                              | 43,121         | 48,000      | 89%                          |
| January 14, 1993           | Tokyo                       | Japan          | Tokyo Dome                              | 43,121         | 48,000      | 89%                          |
| January 15, 1993           | Tokyo                       | Japan          | Tokyo Dome                              | 43,121         | 48,000      | 89%                          |
| Oceania                    |                             |                |                                         |                |             |                              |
| January 30, 1993           | Sydney                      | Australia      | Eastern Creek Raceway                   | 80,487         | 80,487      | 100%                         |
| February 1, 1993           | Melbourne                   | Australia      | Calder Park Raceway                     | 75,167         | 75,167      | 100%                         |
| February 6, 1993           | Auckland                    | New Zealand    | Mount Smart Stadium                     | 44,875         | 44,875      | 100%                         |
| America do Norte (Etapa 5) |                             |                |                                         |                |             |                              |
| February 23, 1993          | Austin, Texas               | United States  | Frank Erwin Center                      | 15,954         | 15,954      | 100%                         |
| February 25, 1993          | Birmingham, Alabama         | United States  | Birmingham–Jefferson Convention Complex | 15,586         | 15,586      | 100%                         |
| March 6, 1993              | New Haven, Connecticut      | United States  | New Haven Coliseum                      | 10,987         | 10,987      | 100%                         |
| March 8, 1993              | Portland, Maine             | United States  | Cumberland County Civic Center          | 9,943          | 9,943       | 100%                         |
| March 9, 1993              | Hartford, Connecticut       | United States  | Hartford Civic Center                   | 16,431         | 16,431      | 100%                         |
| March 12, 1993             | Hamilton, Ontario           | Canada         | Copps Coliseum                          | 18,967         | 18,867      | 100%                         |
| March 16, 1993             | Augusta, Maine              | United States  | Augusta Civic Center                    | 9,003          | 9,003       | 100%                         |
| March 17, 1993             | Boston, Massachusetts       | United States  | Boston Garden                           | 13,445         | 13,445      | 100%                         |
| March 20, 1993             | Iowa City, Iowa             | United States  | Carver–Hawkeye Arena                    | 15,257         | 15,257      | 100%                         |
| March 21, 1993             | Fargo, North Dakota         | United States  | Fargodome                               | 17,701         | 17,701      | 100%                         |
| March 24, 1993             | Winnipeg, Manitoba          | Canada         | Winnipeg Arena                          | 15,744         | 15,744      | 100%                         |
| March 26, 1993             | Saskatoon, Saskatchewan     | Canada         | Saskatchewan Place                      | 12,677         | 12,677      | 100%                         |
| March 28, 1993             | Edmonton, Alberta           | Canada         | Northlands Coliseum                     | 17,341         | 17,341      | 100%                         |
| March 30, 1993             | Vancouver, British Columbia | Canada         | British Columbia Place                  | 21,308         | 23,000      | 92%                          |
| April 1, 1993              | Portland, Oregon            | United States  | Portland Coliseum                       | 11,543         | 11,543      | 100%                         |
| April 3, 1993              | Sacramento, California      | United States  | ARCO Arena                              | 17,003         | 17,003      | 100%                         |
| April 4, 1993              | Reno, Nevada                | United States  | Lawlor Events Center                    | 11,565         | 11,565      | 100%                         |
| April 7, 1993              | Salt Lake City, Utah        | United States  | Delta Center                            | 17,487         | 17,487      | 100%                         |
| April 9, 1993              | Rapid City, South Dakota    | United States  | Rushmore Plaza Civic Center             | 11,030         | 11,030      | 100%                         |
| April 10, 1993             | Omaha, Nebraska             | United States  | Omaha Civic Auditorium                  | 10,694         | 10,694      | 100%                         |
| April 13, 1993             | Auburn Hills, Michigan      | United States  | The Palace of Auburn Hills              | 19,472         | 19,472      | 100%                         |
| April 15, 1993             | Roanoke, Virginia           | United States  | Roanoke Civic Center                    | 10,865         | 10,865      | 100%                         |
| April 16, 1993             | Chapel Hill, North Carolina | United States  | Dean Smith Center                       | 19,698         | 19,698      | 100%                         |
| April 21, 1993             | Guadalajara                 | Mexico         | Estadio Jalisco                         | 58,245         | 58,245      | 100%                         |
| April 23, 1993             | Mexico City                 | Mexico         | Palacio de los Deportes                 | 23,468         | 23,468      | 100%                         |
| April 24, 1993             | Mexico City                 | Mexico         | Palacio de los Deportes                 | 22,665         | 23,468      | 96%                          |
| April 27, 1993             | Monterrey                   | Mexico         | Estadio Universitario                   | 40,131         | 40,131      | 100%                         |
| April 28, 1993             | Monterrey                   | Mexico         | Estadio Universitario                   | 40,131         | 40,131      | 100%                         |
| Europa (Etapa 3)           |                             |                |                                         |                |             |                              |
| May 22, 1993               | Tel Aviv                    | Israel         | Hayarkon Park                           | 44,678         | 44,678      | 100%                         |
| May 24, 1993               | Athens                      | Greece         | Olympic Stadium                         | 57,509         | 57,509      | 100%                         |
| May 26, 1993               | Istanbul                    | Turkey         | Inonu Stadium                           | 52,478         | 52,478      | 100%                         |
| May 29, 1993               | Milton Keynes               | United Kingdom | National Bowl                           | 59,246         | 59,246      | 100%                         |
| May 30, 1993               | Milton Keynes               | United Kingdom | National Bowl                           | 59,246         | 59,246      | 100%                         |
| June 2, 1993               | Viena                       | Austria        | Praterstadion                           | 53,986         | 55,000      | 98%                          |
| June 5, 1993               | Nijmegen                    | Netherlands    | Goffertpark                             | 62,476         | 62,476      | 100%                         |
| June 6, 1993               | Nijmegen                    | Netherlands    | Goffertpark                             | 62,476         | 62,476      | 100%                         |
| June 8, 1993               | Copenhagen                  | Denmark        | Gentofte Stadion                        | 47,656         | 47,656      | 100%                         |
| June 10, 1993              | Oslo                        | Norway         | Valle Hovin                             | 38,111         | 38,111      | 100%                         |
| June 12, 1993              | Stockholm                   | Sweden         | Stockholm Olympic Stadium               | 34,892         | 34,892      | 100%                         |
| June 16, 1993              | Basel                       | Switzerland    | Fussballstadion St. Jakob               | 50,006         | 50,006      | 100%                         |
| June 18, 1993              | Bremen                      | Germany        | Weserstadion                            | 55,754         | 55,754      | 100%                         |
| June 19, 1993              | Cologne                     | Germany        | Müngersdorfer Stadion                   | 61,765         | 68,623      | 89%                          |
| June 22, 1993              | Karlsruhe                   | Germany        | Wildparkstadion                         | 39,654         | 39,654      | 100%                         |
| June 25, 1993              | Frankfurt                   | Germany        | Waldstadion                             | 54,234         | 54,234      | 100%                         |
| June 26, 1993              | Munich                      | Germany        | Olympiastadion                          | 74,865         | 74,865      | 100%                         |
| June 29, 1993              | Modena                      | Italy          | Stadio Comunale                         | 35,342         | 35,342      | 100%                         |
| June 30, 1993              | Modena                      | Italy          | Stadio Comunale                         | 35,342         | 35,342      | 100%                         |
| July 5, 1993               | Barcelona                   | Spain          | Estadi Olímpic Lluís Companys           | 64,124         | 64,124      | 100%                         |
| July 6, 1993               | Madrid                      | Spain          | Vicente Calderón Stadium                | 57,234         | 57,234      | 100%                         |
| July 8, 1993               | Nancy                       | France         | Zenith de Nancy                         | 6,687          | 6,687       | 100%                         |
| July 9, 1993               | Lyon                        | France         | Halle Tony Garnier                      | 16,786         | 16,786      | 100%                         |
| July 11, 1993              | Werchter                    | Belgium        | Rock Werchter Festival                  | 59,876         | 59,876      | 100%                         |
| July 13, 1993              | Paris                       | France         | Palais Omnisports de Paris-Bercy        | 17,021         | 17,021      | 100%                         |
| Argentina                  |                             |                |                                         |                |             |                              |
| July 16, 1993              | Buenos Aires                | Argentina      | River Plate Stadium                     | 80,072         | 80,072      | 100%                         |
| July 17, 1993              | Buenos Aires                | Argentina      | River Plate Stadium                     | 80,072         | 80,072      | 100%                         |
| Total                      | Total                       | Total          | Total                                   | 6.524.339      | 6.674.334   | (97%)                        |

## Banda
Guns N' Roses
- W. Axl Rose – vocais, piano, assobio, guitarra acustica, tambourine, backing vocals
- Slash – guitarra solo, guitarra acústica, backing vocals, talkbox,
- Izzy Stradlin – guitarra base, backing vocals, guitarra acústica, vocais (1991 e 1993 - cinco shows)
- Duff McKagan – baixo, backing vocals, vocais, bateria
- Matt Sorum – bateria, percussão, backing vocals
- Dizzy Reed – teclados, piano, backing vocals, percussão, órgão, tambourine
- Gilby Clarke – guitarra base, backing vocals, bateria (1991–1993)

Músicos de Apoio
- Teddy Andreadis – teclados, backing vocals, harmonica, tambourine (1992–1993)
- Roberta Freeman – backing vocals, tambourine (1992–1993)
- Traci Amos – backing vocals, tambourine (1992–1993)
- Diane Jones – backing vocals (1992 - nove shows)
- Cece Worrall – buzina (1992–1993)
- Anne King – buzina (1992–1993)
- Lisa Maxwell – buzina (1992–1993)

Músicos adicionais
- Shannon Hoon
- Sebastian Bach
- Lenny Kravitz (6 de junho de 1992)
- Steven Tyler (6 de junho de 1992)
- Joe Perry (6 de junho de 1992)
- Brian May (13 de junho de 1992)
- Ronnie Wood (15 de janeiro de 1993 e 30 de maio de 1993)[4]
- Michael Monroe (30 de maio de 1993)[5]

## Bandas de apoio
- Tyranny of Time
- Soundgarden
- Dumpster
- Raging Slab
- Faith No More
- Skid Row
- Smashing Pumpkins
- My Little Funhouse
- Blind Melon
- El Conde del Guacharo
- Estadio El Campín
- Nine Inch Nails
- Brian May (alguns shows com sua banda)
- Body Count
- Motörhead
- Pearls & Swine
- Rose Tattoo
- The Cult
- Soul Asylum
- Meduza
- Suicidal Tendencies
- Red Fun
- Quireboys

## Músicas tocadas
Appetite for Destruction:
- "Welcome to the Jungle"
- "It's So Easy"
- "Nightrain"
- "Out ta Get Me"
- "Mr. Brownstone"
- "Paradise City"
- "My Michelle"
- "Sweet Child O' Mine"
- "You're Crazy"
- "Rocket Queen"

G N' R Lies:
- "Reckless Life"[6]
- "Nice Boys"
- "Move to the City"
- "Mama Kin/Train Kept A-Rollin'" (com Steven Tyler e Joe Perry do Aerosmith)
- "Patience"
- "Used to Love Her"
- "You're Crazy" (Acústico)

Use Your Illusion I:
- "Right Next Door To Hell"
- "Dust N' Bones"
- "Live and Let Die"
- "Don't Cry" (Original)
- "Perfect Crime"
- "You Ain't the First"
- "Bad Obsession"
- "Back Off Bitch"[7]
- "Double Talkin' Jive"
- "November Rain"
- "The Garden"
- "Garden Of Eden"
- "Bad Apples"
- "Dead Horse"
- "Coma"

Use Your Illusion II:
- "Civil War"
- "14 Years"
- "Yesterdays"
- "Knockin' on Heaven's Door"
- "Breakdown"
- "Pretty Tied Up"
- "Locomotive"
- "So Fine"
- "Estranged"
- "You Could Be Mine"
- "Don't Cry" (Alt. Lyrics)

The Spaghetti Incident?:
- "Since I Don't Have You" (Intro)
- "Attitude"

Outras canções tocadas
- "It's Alright" (Black Sabbath cover)
- "Wild Horses" (The Rolling Stones cover)
- "Dead Flowers" (The Rolling Stones cover)
- "Always on the Run" (Lenny Kravitz cover) (with Lenny Kravitz)
- "Theme From the Godfather" (Nino Rota cover) (Guitarra Solo)
- "Imagine" (John Lennon cover) (Intro)
- "Dust In The Wind" (Todd Rundgren cover) (Intro)
- "It Tastes Good, Don't It?" (tocada durante Rocket Queen)
- "I Was Only Joking" (Rod Stewart cover) (Intro)
- "Lucy in the Sky with Diamonds" (The Beatles cover) (Intro)
- "Only Women Bleed" (Alice Cooper cover) (Intro)
- "Mother" (Pink Floyd cover) (Intro)
- "Pinball Wizard" (The Who cover) (Intro)
- "The One" (Elton John cover) (Intro)
- "One" (U2 cover) (Intro)
- "Sail Away Sweet Sister" (Queen cover) (Intro)
- "Bad Time" (Grand Funk Railroad cover) (Intro)
- "Let It Be" (The Beatles cover) (Guitarra Solo)